# Resa på egen Risk
Resa på egen Risk är ett äventyrsspel från 1997 som lär barn om sex olika länder samtidigt som man spelar som Rosa pantern.
Länder som man besöker är Storbritannien, Kina, Bhutan, Egypten, Indien och Australien.

## Handling
Rosa pantern skickas till Camp ChillyWawa, ett sommarläger för begåvade barn, för att skydda barnen. Snart efter hans ankomst börjar barnen bete sig konstigt och man måste resa över hela jorden för att lösa mysteriet och ställa allt till rätta.

## Svenska röster
| - Andreas Nilsson Rosa Pantern - Hans Lindgren Von Schmardty - Peter Harryson Storsnok - Charlotte Ardai Jennefors - Nick Atkinson - Susanne Barklund - Annelie Bhagavan - Reine Brynolfsson Dogfader - Fredrik Dolk - Dick Eriksson Louie, Nigel - Gunnar Ernblad Kommissarien - Niclas Wahlgren - Leo Hallerstam - Staffan Hallerstam - Johan Hedenberg - Joakim Jennefors - Beatrice Järås - Mattias Knave - Steve Kratz | - Ulf Larsson Pugg - Irene Lindh - Dan Malmer - Otto Milde - Anna Norberg - Jan Nygren - Anton Raeder - Elina Raeder - Louise Raeder - Carl Johan Rehbinder - Per Sandborgh - Annica Smedius - Rune Sundby |